# Miscelánea (periódico)
Miscelánea de Comercio, Política y Literatura, antes de la Revolución de 1820 Miscelánea de Comercio, Artes y Literatura, fue un periódico español que se publicó entre noviembre de 1819 y septiembre de 1821. Fue el primer periódico afrancesado que apareció en España, al que le seguirían durante el Trienio Liberal el semanal El Censor y el diario El Imparcial. Su promotor, editor y único redactor en plantilla fue el afrancesado Javier de Burgos, que en septiembre de 1821 pasó a dirigir El Imparcial poniendo fin a la Miscelánea. 

## Historia
Javier de Burgos pudo regresar del exilio en 1817, cuatro años después de haber sido proscritos los afrancesados por el Real Decreto de Fernando VII de 30 de mayo de 1814. Al año siguiente se instaló en Madrid, gracias a la amistad de personas influyentes. Fue entonces cuando dirigió Continuación del Almacén de frutos literarios, uno de los escasos periódicos existentes durante el sexenio absolutista, y que no se ocupaba de asuntos políticos.
En noviembre de 1819 fue cuando Javier de Burgos puso en marcha un proyecto más ambicioso, la Miscelánea de Comercio, Artes y Literatura. Era un periódico que salía a la calle tres veces por semana y Javier de Burgos era el editor y el único redactor en plantilla. Entre sus colaboradores se encontraban algunos afrancesados como el botánico Simón de Rojas Clemente y Rubio o el agrarista Agustín de Quinto.
Tras el triunfo del pronunciamiento de Riego en marzo de 1820 que abrió el periodo constitucional de tres años conocido como el Trienio Liberal, la Miscelánea pasó a ocuparse fundamentalmente de temas políticos gracias a la recién instaurada libertad de imprenta y cambió el nombre de la cabecera: el término Artes fue sustituido por el de Política y pasó a denominarse Miscelánea de Comercio, Política y Literatura.
Al principio mantuvo una postura comprensiva con la revolución, pero a partir de diciembre de 1820 adoptó una posición beligerante con el régimen liberal, lo que le valió la crítica de los periódicos liberales como El Conservador, El Espectador o El Universal. Las de este último periódico fueron «las más dolorosas precisamente por provenir de antiguos afrancesados», ha afirmado Juan López Tabar. Javier de Burgos les echó en cara «hacer la guerra a vuestros compañeros de infortunio».